# Oval Spring
Pour les articles homonymes, voir Oval.
Oval Spring (« source ovale » en français) est une source chaude faisant partie du Castle Group dans le Upper Geyser Basin du parc national de Yellowstone aux États-Unis.

## Histoire
À l'exception d'une éruption de type geyser en 1959 à la suite du tremblement de terre d'Hebgen Lake, la dernière éruption de ce type d'Oval Spring date de 1931,.

## Description
Oval Spring est une source constituée d'un bassin de taille moyenne dont les parois sont faites de concrétions solidifiées et d'un grand évent profond au centre. L'eau peu profonde qui entoure l'évent est remplie de bactéries thermophiles oranges et se ramifient en étoile depuis les bords du bassin. L'activité de la source est souvent liée à l'activité sismique, mais elle peut également être liée à l'activité du complexe de Sawmill.
Oval Spring présente une température moyenne d'environ 93 °C, un pH de 8,2 et une conductivité électrique de 2 095 μS/cm.

## Galerie

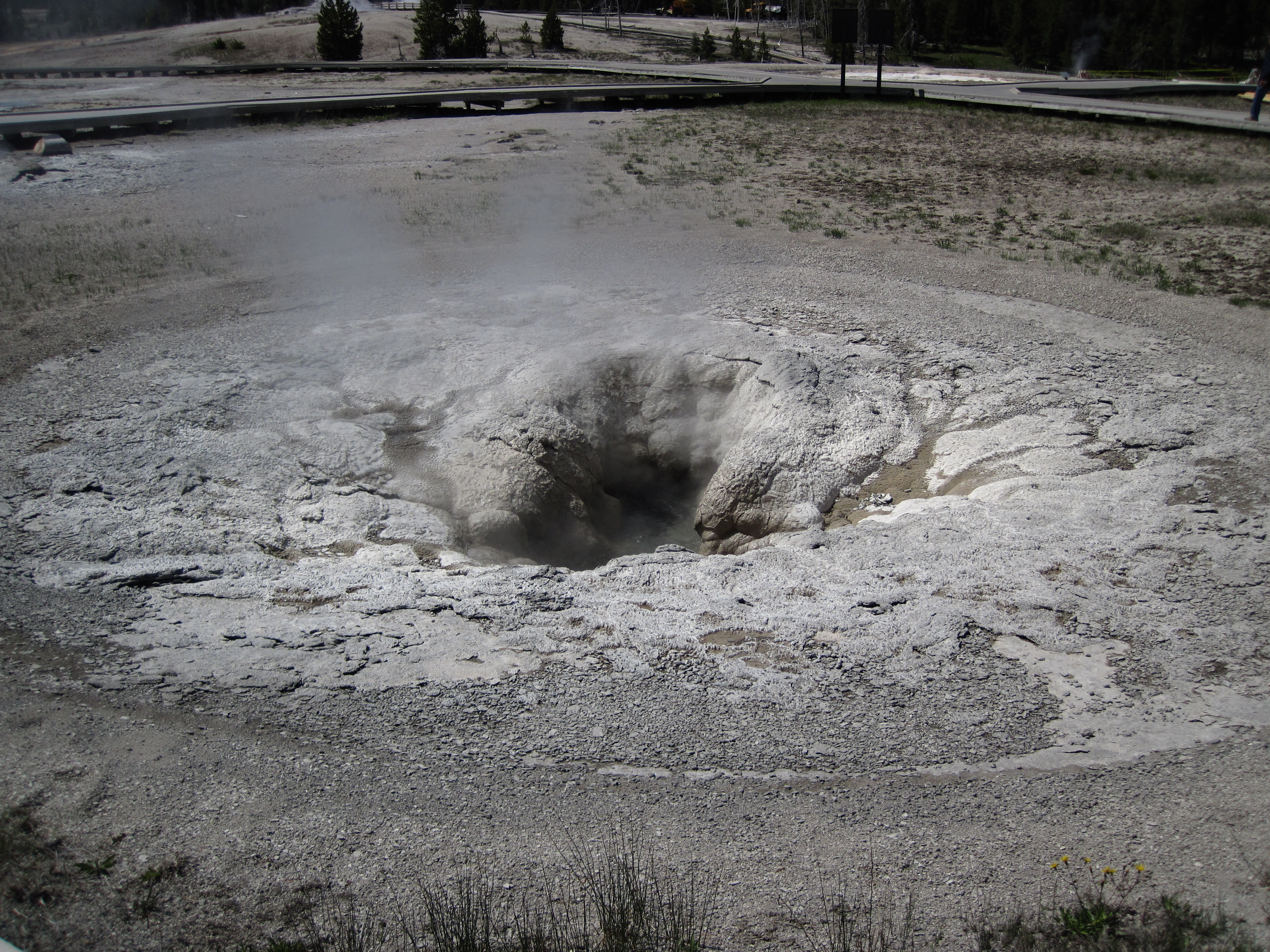
Oval Spring le 1er juin 2013.
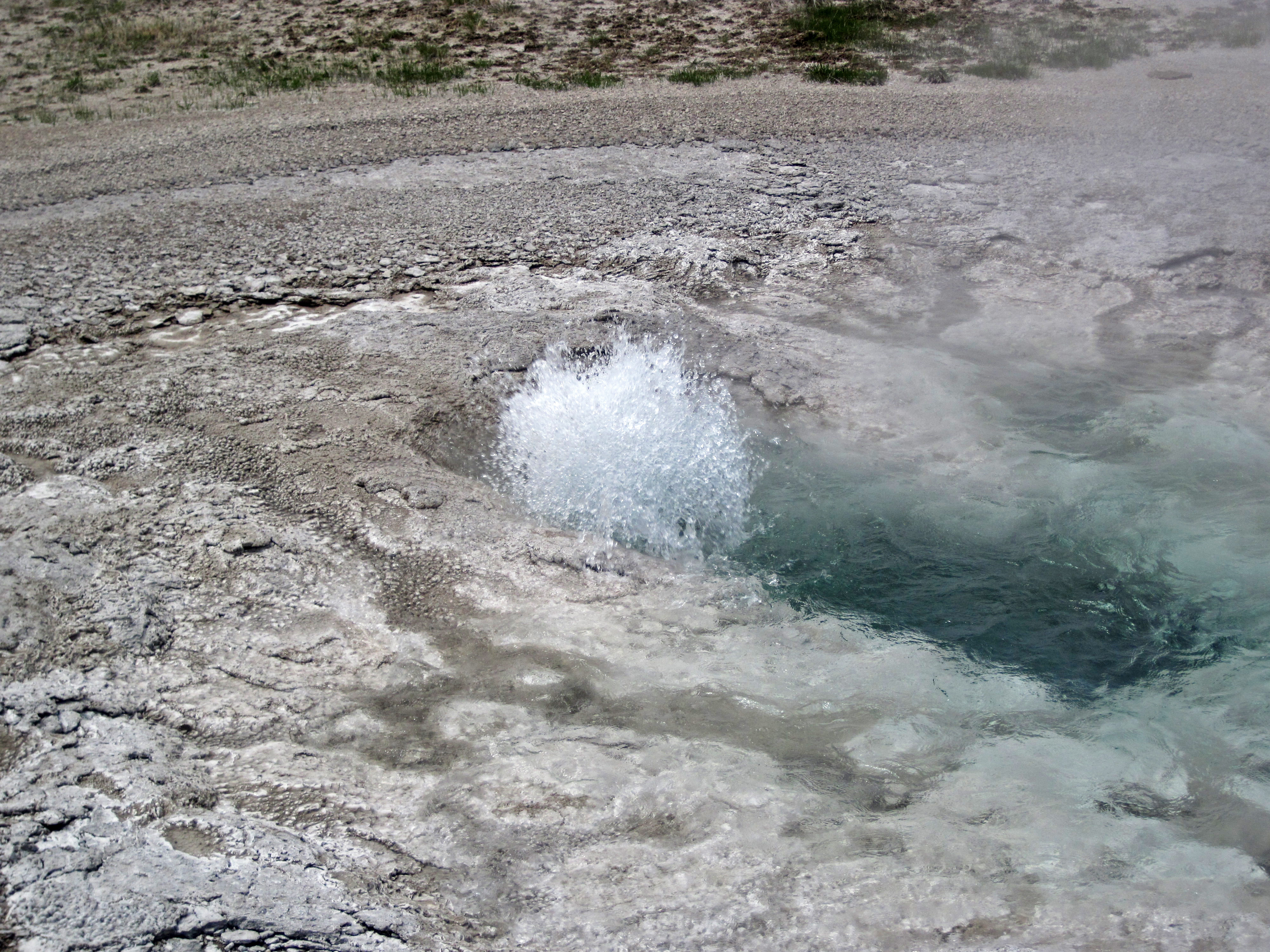
Oval Spring en éruption le 15 mai 2015.
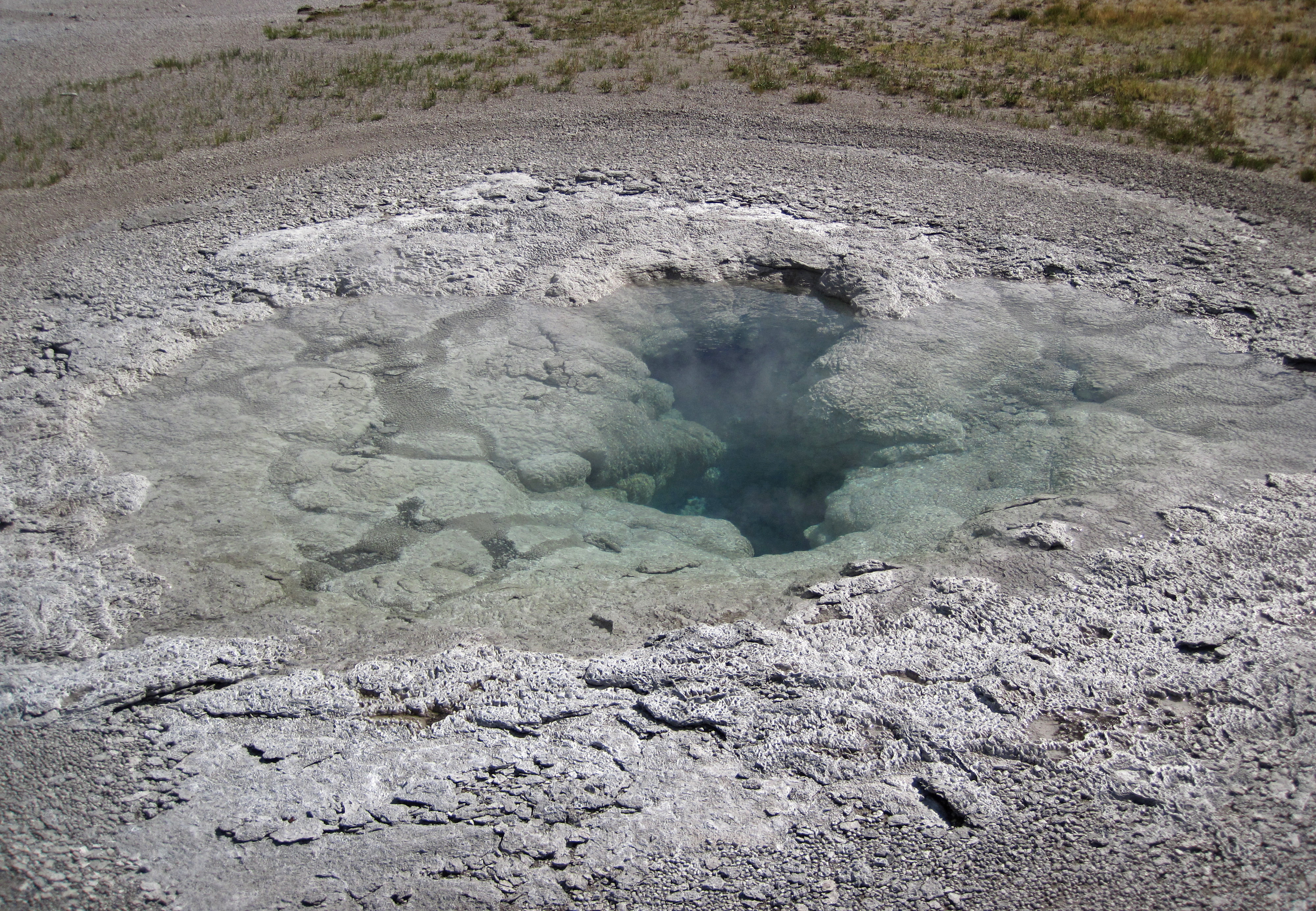
Oval Spring le 11 août 2016.
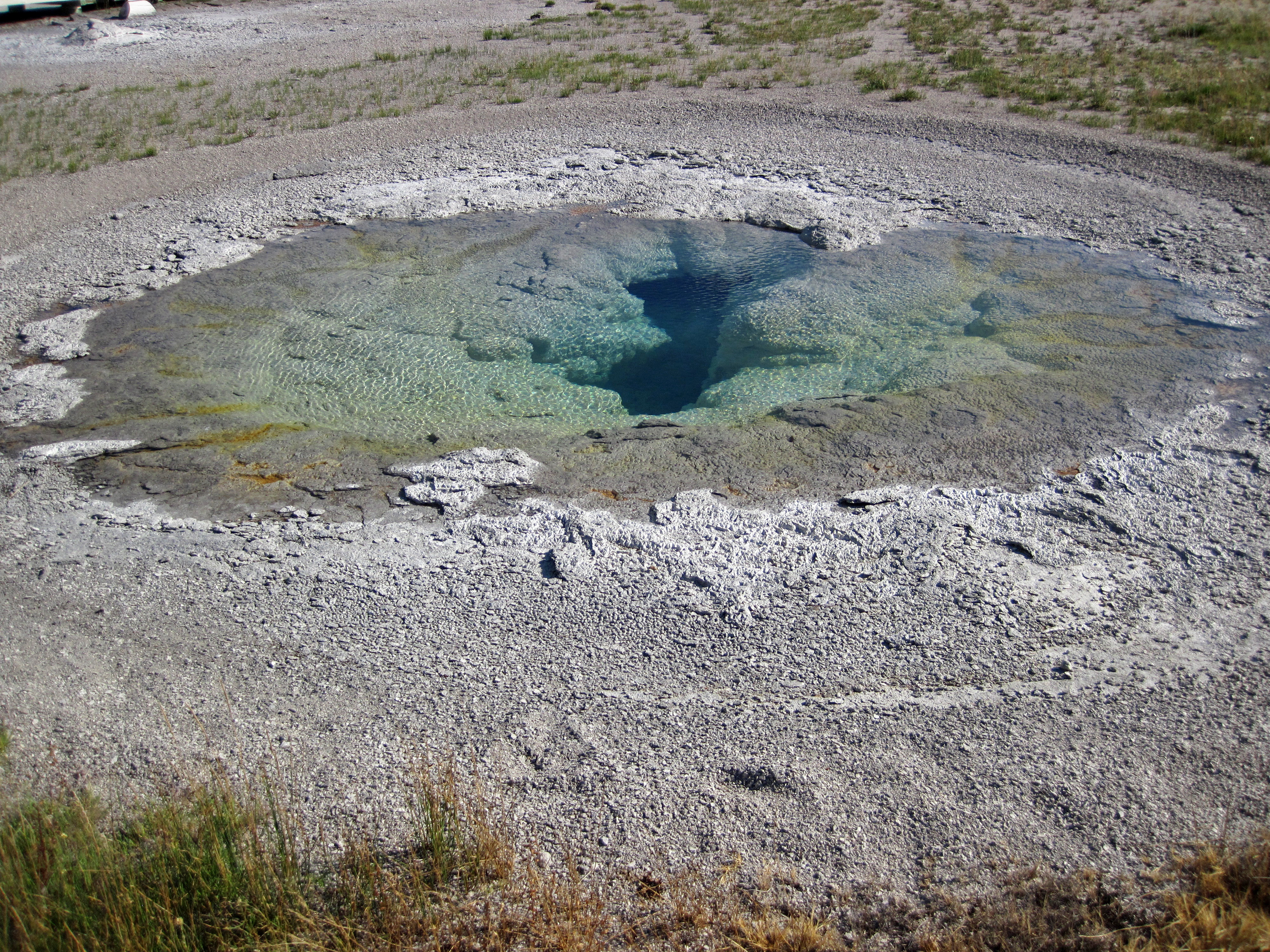
Oval Spring le 31 juillet 2017.